# David F. Cargo
David Francis Cargo, född 13 januari 1929 i Dowagiac, Michigan, död 5 juli 2013 i Albuquerque, New Mexico, var en amerikansk republikansk politiker. Han var guvernör i delstaten New Mexico 1967-1971. Cargo vann 1966 års guvernörsval 37 år gammal och är den yngsta guvernören i New Mexicos historia. Andra delstater har haft yngre guvernörer som Harold Stassen, Bill Clinton, Kit Bond och Matt Blunt.
Cargo hade som liberal republikan svårigheter med att vinna partiets primärval inför 1966 års guvernörsval. Clifford J. Hawley, konservativ republikan från Santa Fe, fick 48,2% av rösterna mot Cargos 51,2%. Cargo vann sedan själva guvernörsvalet med 51,7% av rösterna. Två år senare vann Cargo primärvalet mot Hawley lättare men säkrade sitt återval med knapp marginal, med 50,5% av rösterna mot 49,5% för demokraten Fabian Chavez, Jr.
Som guvernör grundade Cargo delstatens filmkommission och knöt kontakter till Hollywood. Han fick även uppträda i en film, Bunny O'Hare.
Cargo kunde inte söka en tredje mandatperiod som guvernör. Istället kandiderade han till USA:s senat i republikanernas primärval inför 1970 års kongressval. Cargo förlorade i primärvalet och republikanerna nominerade en mera konservativ kandidat, Andy Carter, som i sin tur förlorade mot sittande senatorn, demokraten Joseph Montoya.
Cargo var bosatt i Oregon 1973-1985. Efter återkomsten till New Mexico kandiderade han 1986 till USA:s representanthus och förlorade mot Bill Richardson. Cargo kandiderade också i republikanernas primärval inför 1994 års guvernörsval. Han blev bara fyra och primärvalets vinnare Gary E. Johnson vann sedan själva guvernörsvalet.